# Église de la Nativité-de-la-Vierge à Marioupol
Pour les articles homonymes, voir Église de la Nativité.
L'église de la Nativité-de-la-Vierge était une église de style russo-byzantin située au cœur de la ville de Marioupol, en Ukraine.
L'église, dédiée à la Nativité de la Vierge, construite en 1780 et détruite en 1934, a aujourd'hui entièrement disparu,,,.
Dans cette église, le peintre Arkhip Kouïndji a été baptisé et s'y est marié en 1875 avec Véra Léontevna Ketcherdji-Chapovalova. Les fonts baptismaux de l'église sont au Musée d'art Arkhip Kouïndji.

## En images

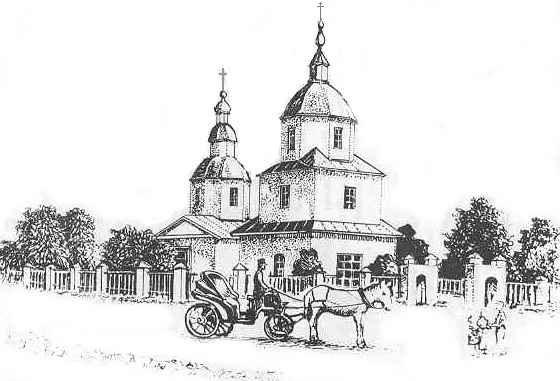
Dessin et
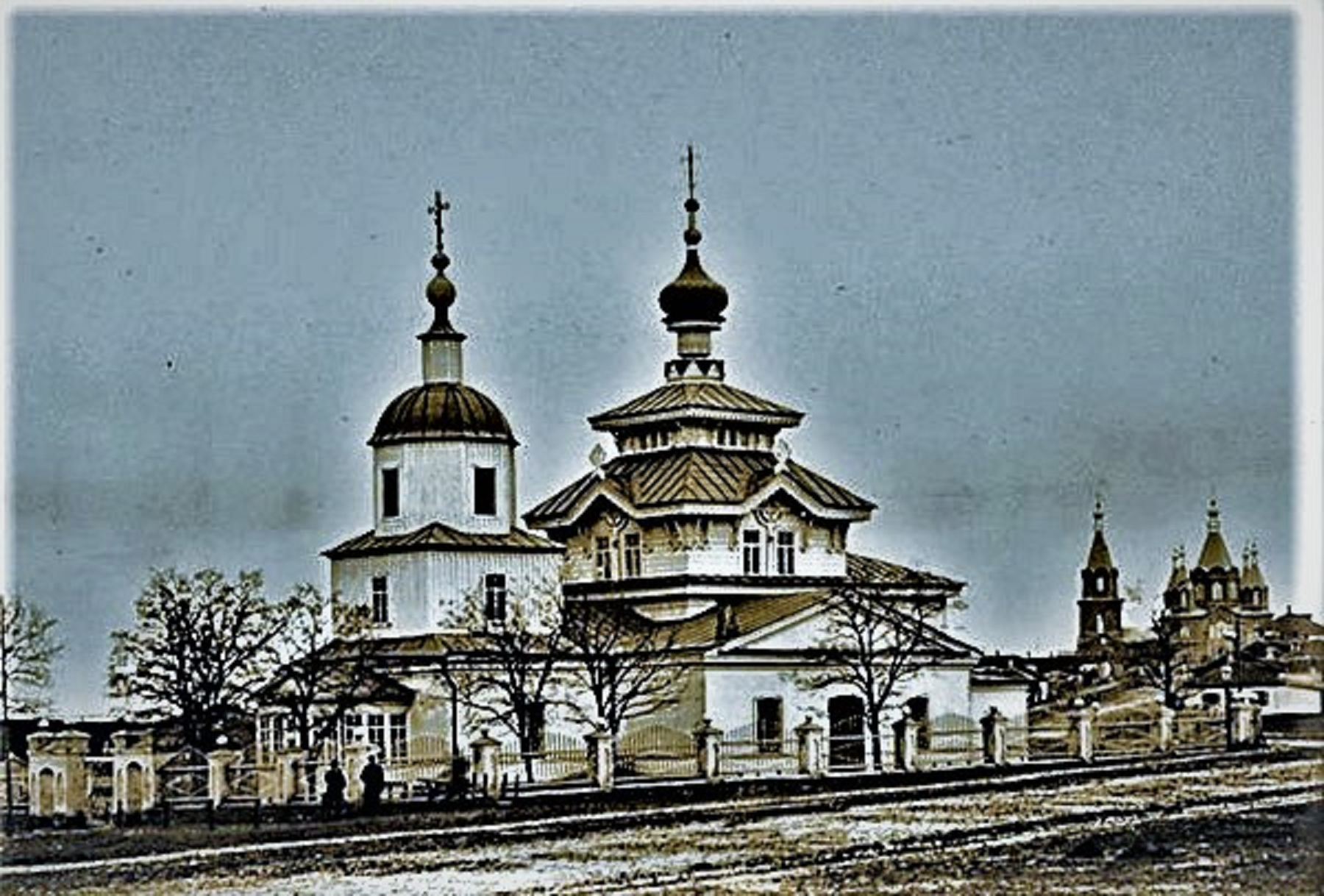
image vers 1900.